# ريتشارد بارنز (كاتب)
ريتشارد بارنز (بالإنجليزية: Richard Barnes)‏ هو كاتب بريطاني، ولد في 3 أكتوبر 1944.

## وصلات خارجية
- ريتشارد بارنز على موقع IMDb (الإنجليزية)